# Сабанеев мост
Сабане́ев мост (укр. Сабанєїв міст) — мост в городе Одесса проложенный над Карантинной балкой. Второй каменный мост, сооружённый в Одессе. Располагается над улицей Военный спуск и является частью улицы, носящей название Сабанеев Мост. Памятник архитектуры.

## История
В начале XIX в. территорию, на которой был разбит строящийся город, пересекало два глубоких оврага (балки), которые было очень неудобно пересекать. Овраги получили название «Карантинная балка» и «Военная балка». Последняя, прорезающая ровную поверхность города прямо в его центре, являлась препятствием для свободного перемещения горожан между Южным (Военным) и Северным (Греческим) форштатами города. В Южном форштате в приморской его части располагались «присутственные места» — учреждения администрации города и места проживания чиновников разных рангов. С размещением на Приморском бульваре канцелярии и дворца Новороссийского губернатора М. С. Воронцова, закладкой зданий присутственных мест и биржи необходимость в мосте через балку стала очевидной.
Мост строили долго, преодолевая большие технические трудности, строительством занимались разные архитекторы (в частности, Г. И. Торичелли) и, может быть, поэтому о нём существует много разноречивых сведений. Известно, что с 1828 по 1836 годы мост перестраивался до основания. С 1831 года строительством моста по проекту инженера С. И. Уптона занимался военный инженер А. Н. Казаринов. 
По предложению графа М. С. Воронцова мост был назван в честь известного участника суворовских походов, одного из первых библиофилов Одессы генерала И. В. Сабанеева. В 1833 году уже заведено дело «Об устроении спуска с правой стороны вновь выстроенного Сабанеевского моста, на Военную гавань». В письме от 10 сентября 1834 года М. С. Воронцову градоначальник А. И. Левшин писал: «Сабанеевский мост уже вышел из земли и половина арок выведена». В «Новороссийском календаре» на 1835 год записано: «1834. Построен на 3-х каменных арках мост через Военную балку, называемый Сабанеевским». 18 июля 1836 года Левшин опять пишет Воронцову: «Трещины под Сабанеевым мостом стали увеличиваться».
В 1902 году был разработан проект художественного оформления моста — установки перильного ограждения взамен парапетов, который однако не был осуществлен.
Мост хорошо вписался в городской пейзаж, гармонируя с вытянувшимися по его сторонам домами, ковкой оград и видом на Екатерининскую площадь. С моста открывается вид на порт.

## В культуре
Сабанеев мост очень узнаваем благодаря советскому кинематографу. Множество революционных сцен были сняты в Военной балке, где резкие изгибы узкой дороги и низкие тёмные пролёты самого моста создают тревожное настроение.